# My Favorite Year
My Favorite Year (Brasil: Um Cara Muito Baratinado / Portugal: Meu Ano Favorito) é um filme de comédia estadunidense de 1982 escrito por Dennis Palumbo e Norman Steinberg, e dirigido por Richard Benjamin, que conta a história de um jovem escritor de comédia. É estrelado por Peter O'Toole, Mark Linn-Baker, Jessica Harper, e Joseph Bologna. O'Toole foi indicado para o Oscar de Melhor Ator. O filme foi adaptado em um mal sucedido musical de 1992 de mesmo nome da Broadway.